# Campiglossa guttella
Campiglossa guttella är en tvåvingeart som först beskrevs av Camillo Rondani 1870.  Campiglossa guttella ingår i släktet Campiglossa och familjen borrflugor. Arten är reproducerande i Sverige. Inga underarter finns listade.